# 麥道加號驅逐艦 (DD-358)
麥道加號驅逐艦（舷號DD-358）是一艘隸屬於美國海軍的驅逐艦，為波特級驅逐艦的三號艦。她是美國第二艘以海軍軍官大衛·麥道加（David M. McDougal）為名的軍艦。
麥道加號於1933年12月18日開始建造，在1936年7月17日下水，1936年12月23日服役。麥道加號在1938年到太平洋服役，跟隨戰鬥部隊（Battle Force）參與多次艦隊解難演習，直到1941年才調回大西洋的偵察部隊（Scouting Force）。日軍突襲珍珠港時，麥道加號正在南非好望角海域。此後麥道加號一直在南美洲、東南太平洋、加勒比和北大西洋海域負責護航任務，直到戰爭結束。戰後麥道加號曾短暫用作訓練艦，在1946年6月24日退役，最後於1949年除籍並出售拆解。